# Nati nel 1943/Aprile
| Questa pagina contiene informazioni ricavate automaticamente dalle voci biografiche con l'ausilio del template Bio e di un bot. L'aggiornamento è periodico e automatico e ricostruisce completamente la pagina. Se manca una persona in questa lista, sei pregato di non aggiungerla, ma accertati piuttosto che la sua voce biografica contenga il template Bio e che i dati anagrafici siano correttamente compilati. Se il template Bio manca, inseriscilo tu stesso o, in alternativa, metti l'avviso {{tmp\|Bio}} che ne segnala la mancanza. Se i dati riportati sono sbagliati, correggi direttamente la voce biografica; le modifiche saranno visibili in questa lista entro pochi giorni. Per chiarimenti vedi il progetto biografie. La lista contiene solo le 250 persone che sono citate nell'enciclopedia e per le quali è stato implementato correttamente il template Bio. Pagina aggiornata al 26 lug 2025. |

- 1º aprile - Ugo Adinolfi, attore italiano († 2016)
- 1º aprile - Rob Baan, allenatore di calcio olandese
- 1º aprile - Primo Baran, canottiere italiano
- 1º aprile - Percibal Blades, ex cestista panamense
- 1º aprile - Mario Botta, architetto e scultore svizzero
- 1º aprile - Carlo De Stefano, poliziotto italiano
- 1º aprile - Eno Koço, direttore d'orchestra e musicologo albanese
- 1º aprile - Rosario Pacini, giornalista e dirigente d'azienda italiano († 2010)
- 1º aprile - Dafydd Wigley, politico gallese
- 2 aprile - Michael Boyce, ammiraglio britannico († 2022)
- 2 aprile - Caterina Bueno, etnomusicologa e cantante italiana († 2007)
- 2 aprile - Renato Carpentieri, attore e regista teatrale italiano
- 2 aprile - Terry Clancy, ex hockeista su ghiaccio canadese
- 2 aprile - Giuseppe Compagnoni, ex sciatore alpino italiano
- 2 aprile - Larry Coryell, chitarrista statunitense († 2017)
- 2 aprile - Joachim Giermek, francescano statunitense († 2024)
- 2 aprile - Lynn Kellogg, attrice e cantante statunitense († 2020)
- 2 aprile - Vera Popkova, velocista sovietica († 2011)
- 2 aprile - Antonio Sabato, attore italiano († 2021)
- 2 aprile - Annalena Tonelli, missionaria italiana († 2003)
- 3 aprile - Vito D'Ambrosio, politico e ex magistrato italiano
- 3 aprile - Marie-Laure Gaillot, ex nuotatrice francese
- 3 aprile - Francisco Gorriti Sarasola, ex calciatore spagnolo
- 3 aprile - John Hughes, calciatore e allenatore di calcio scozzese († 2022)
- 3 aprile - Jonathan Lynn, attore, regista e sceneggiatore britannico
- 3 aprile - Richard Manuel, musicista e compositore canadese († 1986)
- 3 aprile - Larry Marshall, attore e cantante statunitense
- 3 aprile - Carlos Alberto Montaner, scrittore e giornalista cubano († 2023)
- 3 aprile - Ranko Munitić, storico dell'arte, sceneggiatore e giornalista jugoslavo († 2009)
- 4 aprile - Bruno Di Luia, attore, stuntman e ex rugbista a 15 italiano
- 4 aprile - Mirsad Fazlagić, ex calciatore jugoslavo
- 4 aprile - Carmelo Gozzo, fumettista italiano
- 4 aprile - Paulette Jiles, scrittrice e poetessa statunitense († 2025)
- 4 aprile - Morteza Latifi Nezami, scrittore, poeta e pittore italiano
- 4 aprile - Jiří Paďour, vescovo cattolico ceco († 2015)
- 4 aprile - Joan Rigol, politico spagnolo († 2024)
- 4 aprile - Isabel-Clara Simó i Monllor, scrittrice, giornalista e politica spagnola († 2020)
- 4 aprile - Aljoša Volčič, matematico italiano
- 4 aprile - David Alexandre Winter, cantautore olandese
- 5 aprile - Max Gail, attore statunitense
- 5 aprile - Fighting Harada, ex pugile giapponese
- 5 aprile - Sergiu Luca, violinista e insegnante statunitense († 2010)
- 5 aprile - Luciano Magnalbò, politico italiano
- 5 aprile - Miet Smet, politica belga († 2024)
- 5 aprile - Jean-Louis Tauran, cardinale e arcivescovo cattolico francese († 2018)
- 5 aprile - Skip Thoren, ex cestista statunitense
- 5 aprile - Robert de Vries, calciatore olandese († 2018)
- 5 aprile - David Wagstaffe, calciatore inglese († 2013)
- 6 aprile - Franco Bagutti, musicista e compositore italiano
- 6 aprile - Giovanni Vittorio Battafarano, politico italiano
- 6 aprile - Milena Cantù, cantante e compositrice italiana
- 6 aprile - Johannes Harviken, ex fondista norvegese
- 6 aprile - Karol Kapciński, ex calciatore polacco
- 6 aprile - Amato Lamberti, sociologo e politico italiano († 2012)
- 6 aprile - Brian P. Levack, storico statunitense
- 6 aprile - Julie Rogers, cantante britannica
- 6 aprile - Omar Vergara, schermidore argentino († 2018)
- 6 aprile - Carlos del Pozo, cestista cubano († 2018)
- 7 aprile - Mick Abrahams, chitarrista e cantante inglese
- 7 aprile - Joaquim Agostinho, ciclista su strada portoghese († 1984)
- 7 aprile - Jürgen Blin, pugile tedesco († 2022)
- 7 aprile - Mario Bulli, ex calciatore italiano
- 7 aprile - Jim Fox, ex cestista statunitense
- 7 aprile - Jaime Corrêa Freitas, ex calciatore brasiliano
- 7 aprile - Gianni Scerni, armatore, dirigente sportivo e imprenditore italiano
- 8 aprile - Michael Bennett, regista, coreografo e ballerino statunitense († 1987)
- 8 aprile - Barbara Göbel, ex nuotatrice tedesca orientale
- 8 aprile - James Herbert, scrittore britannico († 2013)
- 8 aprile - Jacques Lemieux, ex hockeista su ghiaccio canadese
- 8 aprile - Jack O'Halloran, attore e ex pugile statunitense
- 8 aprile - Jean-Marie Rouart, scrittore, saggista e giornalista francese
- 8 aprile - Eberhard Vogel, allenatore di calcio e ex calciatore tedesco orientale
- 9 aprile - Martin Berkofsky, pianista statunitense († 2013)
- 9 aprile - Jean-Pierre Bonnefoux, ballerino, coreografo e insegnante francese († 2025)
- 9 aprile - Giovanni De Luna, storico, scrittore e autore televisivo italiano
- 9 aprile - Claudio Desderi, baritono, direttore d'orchestra e direttore artistico italiano († 2018)
- 9 aprile - Mario Facchin, ex arbitro di calcio italiano
- 9 aprile - Rudy Getzinger, ex calciatore jugoslavo
- 9 aprile - Rosario Lo Bue, mafioso italiano
- 9 aprile - Lar Lubovitch, coreografo statunitense
- 10 aprile - Bené Canavieira, ex calciatore brasiliano
- 10 aprile - Luigi Antonio Cantafora, vescovo cattolico italiano († 2025)
- 10 aprile - Luigi Frati, patologo italiano
- 10 aprile - Lello Gurrado, giornalista e scrittore italiano
- 10 aprile - Bo Hansson, musicista svedese († 2010)
- 10 aprile - Paolo Antonio Martini, architetto italiano († 2022)
- 10 aprile - Michel Cardoni, ex calciatore francese
- 10 aprile - Włodzimierz Schmidt, scacchista polacco († 2023)
- 11 aprile - Barbara Alberti, scrittrice, sceneggiatrice e drammaturga italiana
- 11 aprile - Angelo Dionisi, politico italiano
- 11 aprile - Adriano Frassinelli, ex bobbista italiano
- 11 aprile - Poul Nielson, politico danese
- 11 aprile - Gino Pancino, ex ciclista su strada e pistard italiano
- 11 aprile - Edward R. Pressman, produttore cinematografico statunitense († 2023)
- 11 aprile - Harley Race, wrestler statunitense († 2019)
- 12 aprile - Pier Augusto Breccia, pittore, filosofo e saggista italiano († 2017)
- 12 aprile - Robert Durst, imprenditore e criminale statunitense († 2022)
- 12 aprile - Luciano Galbo, ciclista su strada italiano († 2011)
- 12 aprile - Lothar Kobluhn, calciatore tedesco († 2019)
- 12 aprile - Charles Ludlam, commediografo, attore teatrale e regista teatrale statunitense († 1987)
- 12 aprile - Sumitra Mahajan, politica indiana
- 12 aprile - Armando Manhiça, calciatore portoghese († 2009)
- 12 aprile - Giuliano Zuccoli, dirigente d'azienda italiano († 2012)
- 13 aprile - Roald Flemestad, vescovo norvegese
- 13 aprile - Alan Jones, conduttore radiofonico, allenatore di rugby a 13 e allenatore di rugby a 15 australiano
- 13 aprile - Billy Kidd, ex sciatore alpino statunitense
- 13 aprile - Tim Krabbé, giornalista, romanziere e scacchista olandese
- 13 aprile - Viktor Modzalevskij, schermidore sovietico († 2011)
- 13 aprile - Bill Pronzini, scrittore statunitense
- 13 aprile - Franco Scaldati, drammaturgo, attore e regista italiano († 2013)
- 13 aprile - Guy Stevens, produttore discografico britannico († 1981)
- 14 aprile - Vincenzo Damiano, calciatore italiano († 2000)
- 14 aprile - Csaba Fenyvesi, schermidore ungherese († 2015)
- 14 aprile - Costanzo Preve, filosofo e politologo italiano († 2013)
- 14 aprile - Carlo Rivolta, attore e regista italiano († 2008)
- 14 aprile - Fouad Siniora, politico libanese
- 15 aprile - Guy Boyd, attore statunitense
- 15 aprile - Edmund Bruggmann, sciatore alpino svizzero († 2014)
- 15 aprile - František Chochola, medaglista, scultore e illustratore ceco († 2022)
- 15 aprile - Raffaele D'Argenzio, fumettista italiano
- 15 aprile - Christl Ditfurth, ex sciatrice alpina austriaca
- 15 aprile - Mariann Fischer Boel, politica danese
- 15 aprile - Scott Henderson, ex sciatore alpino e allenatore di sci alpino canadese
- 15 aprile - Toine Hezemans, pilota automobilistico olandese
- 15 aprile - Robert Lefkowitz, medico statunitense
- 15 aprile - David Shannon Morse, informatico statunitense († 2007)
- 15 aprile - George Ross, allenatore di calcio e calciatore scozzese († 2016)
- 15 aprile - Hugh Thompson Jr., militare statunitense († 2006)
- 15 aprile - Patrizia von Brandenstein, scenografa statunitense
- 16 aprile - Ruth Madoc, attrice britannica († 2022)
- 16 aprile - Vittorio Spimi, allenatore di calcio e ex calciatore italiano
- 16 aprile - Artemio Vanughi, ex ciclista su strada italiano
- 16 aprile - Krzysztof Wodiczko, artista, storico e docente polacco
- 16 aprile - Allan Wood, nuotatore australiano († 2022)
- 17 aprile - Roy Estrada, musicista statunitense
- 17 aprile - Neil Johnson, ex cestista statunitense
- 17 aprile - Aldo Alessandro Mola, storico italiano
- 17 aprile - Wayne Molis, cestista statunitense († 2002)
- 17 aprile - Francesco Guido Ravinale, vescovo cattolico italiano
- 18 aprile - Vanna Brosio, cantante, conduttrice televisiva e attrice italiana († 2010)
- 18 aprile - Angelo Fagiani, arcivescovo cattolico italiano († 2020)
- 18 aprile - Luigi Grillo, politico italiano
- 18 aprile - Tadao Ōnishi, calciatore giapponese († 2006)
- 19 aprile - Claus Theo Gärtner, attore tedesco
- 19 aprile - José Legrá, ex pugile cubano
- 19 aprile - Beppe Maniglia, chitarrista italiano
- 19 aprile - Béla Tóth, scacchista ungherese
- 20 aprile - Giampiero Borghini, politico, giornalista e traduttore italiano
- 20 aprile - Gianfrancesco Borghini, politico italiano
- 20 aprile - Francesco Desaymonet, ex ciclista su strada italiano
- 20 aprile - Fleury Di Nallo, ex calciatore francese
- 20 aprile - John Eliot Gardiner, direttore d'orchestra britannico
- 20 aprile - Jamie Gillis, attore pornografico statunitense († 2010)
- 20 aprile - Gabriele Renzulli, politico italiano († 2023)
- 20 aprile - Edie Sedgwick, modella e attrice statunitense († 1971)
- 20 aprile - Ian Watson, scrittore e sceneggiatore britannico
- 20 aprile - Ortensio Zecchino, storico e politico italiano
- 20 aprile - Pier Luigi Zollo, attore e doppiatore italiano († 2005)
- 21 aprile - Paolo Bergamo, ex arbitro di calcio italiano
- 21 aprile - Babacar Dia, ex cestista senegalese
- 21 aprile - Carlos Ferello, ex cestista argentino
- 21 aprile - Claudio Ferretti, giornalista, scrittore e conduttore radiofonico italiano († 2020)
- 21 aprile - Alana Ladd, attrice statunitense († 2014)
- 21 aprile - Jorge Lievano, ex calciatore salvadoregno
- 21 aprile - Philippe Séguin, magistrato e politico francese († 2010)
- 21 aprile - Jan Sikking, ex cestista olandese
- 22 aprile - Mario Deaglio, economista italiano
- 22 aprile - Janet Evanovich, scrittrice statunitense
- 22 aprile - Louise Glück, poetessa e saggista statunitense († 2023)
- 22 aprile - Francisco Montes, ex calciatore messicano
- 22 aprile - C. Timothy O'Meara, montatore statunitense († 2007)
- 22 aprile - Gerhard Prinzing, sciatore alpino tedesco († 2018)
- 22 aprile - Norberto Safioti, calciatore brasiliano († 2013)
- 22 aprile - Franco D'Ambra, cantante italiano
- 23 aprile - Pino Bertelli, anarchico, fotografo e scrittore italiano
- 23 aprile - Giorgio Castellani, politico italiano
- 23 aprile - Carmen Cervera, collezionista d'arte, ex modella e attrice spagnola
- 23 aprile - Hugh Davies, musicologo e compositore inglese († 2005)
- 23 aprile - Fausto Di Cesare, pianista, direttore d'orchestra e docente italiano
- 23 aprile - José Edvar Simões, ex cestista e allenatore di pallacanestro brasiliano
- 23 aprile - Tony Esposito, hockeista su ghiaccio e dirigente sportivo canadese († 2021)
- 23 aprile - Geronimo, cantante italiano († 1965)
- 23 aprile - Gail Goodrich, ex cestista statunitense
- 23 aprile - Varnavas Hristofi, ex calciatore cipriota
- 23 aprile - Iñaki Sáez, allenatore di calcio e ex calciatore spagnolo
- 23 aprile - Paul Smart, pilota motociclistico britannico († 2021)
- 23 aprile - Hervé Villechaize, attore francese († 1993)
- 23 aprile - Namgyel Wangchuck, principe e politico bhutanese
- 24 aprile - Mike Boyette, wrestler statunitense († 2012)
- 24 aprile - Anna Maria Cecchi, nuotatrice italiana († 2021)
- 24 aprile - Andrés Gandarias, ciclista su strada e dirigente sportivo spagnolo († 2018)
- 24 aprile - Donald G. Jackson, regista e produttore cinematografico statunitense († 2003)
- 24 aprile - Judit Kathona, cestista ungherese († 2019)
- 24 aprile - Ivo Mazzucchelli, rugbista a 15, allenatore di rugby a 15 e dirigente sportivo italiano
- 24 aprile - David Morrell, scrittore e critico letterario canadese
- 24 aprile - Nicola Pignataro, attore italiano
- 24 aprile - Hew Pike, generale britannico
- 24 aprile - Gabriele Rossi Osmida, archeologo e scrittore italiano († 2020)
- 24 aprile - Alberto Ricardo da Silva, vescovo cattolico est-timorese († 2015)
- 24 aprile - Franco Stella, architetto italiano
- 24 aprile - Ruud Stokvis, ex canottiere olandese
- 24 aprile - Gerd Theissen, teologo tedesco
- 24 aprile - Gordon West, calciatore inglese († 2012)
- 25 aprile - Angelo Anquilletti, calciatore italiano († 2015)
- 25 aprile - Gianfranco Bertoletti, ex calciatore italiano
- 25 aprile - Tony Christie, cantante, musicista e attore britannico
- 25 aprile - Anders Grönlund, cestista svedese († 2024)
- 26 aprile - Francesco Cacucci, arcivescovo cattolico italiano
- 26 aprile - Roberto Chiarini, storico e politologo italiano
- 26 aprile - Dominik Duka, cardinale, arcivescovo cattolico e teologo ceco
- 26 aprile - Christiane Floyd, informatica austriaca
- 26 aprile - Antonino Intelisano, magistrato italiano
- 26 aprile - Yann Le Bohec, storico francese
- 26 aprile - Ferruccio Manza, ex ciclista su strada italiano
- 26 aprile - Simonetta Murru, politica, insegnante e sindacalista italiana († 2024)
- 26 aprile - Gary Wright, cantante, tastierista e attore statunitense († 2023)
- 26 aprile - Peter Zumthor, architetto e restauratore svizzero
- 27 aprile - Judith Blegen, soprano statunitense
- 27 aprile - Ryszard Bugajski, regista polacco († 2019)
- 27 aprile - Salvu Gatt, ex calciatore maltese
- 27 aprile - Jānis Gilis, calciatore e allenatore di calcio sovietico († 2000)
- 27 aprile - Emment Kapengwe, calciatore zambiano († 1988)
- 27 aprile - Helmut Marko, dirigente sportivo e ex pilota automobilistico austriaco
- 27 aprile - Evgenij Poljakov, danzatore e coreografo russo († 1996)
- 27 aprile - Gualtiero Schiaffino, pubblicitario, disegnatore e scrittore italiano († 2007)
- 28 aprile - Laura Angiulli, regista teatrale e sceneggiatrice italiana
- 28 aprile - John Oliver Creighton, ex astronauta statunitense
- 28 aprile - Mariarosa Dalla Costa, sociologa e scrittrice italiana
- 28 aprile - Rita Di Lernia, attrice e doppiatrice italiana
- 28 aprile - Jacques Dutronc, cantante, compositore e attore francese
- 28 aprile - John Fairchild, ex cestista statunitense
- 28 aprile - Karl Johan Johannessen, ex calciatore norvegese
- 28 aprile - Beba Loncar, attrice jugoslava
- 28 aprile - Ivan Nagy, ballerino e direttore artistico ungherese († 2014)
- 28 aprile - Wilfride Piollet, ballerina e coreografa francese († 2015)
- 28 aprile - Mats Svensson, ex nuotatore svedese
- 28 aprile - Yoav Talmi, direttore d'orchestra e compositore israeliano
- 28 aprile - Jeffrey Tate, direttore d'orchestra e medico britannico († 2017)
- 29 aprile - Pietro Gonella, allenatore di calcio e ex calciatore italiano
- 29 aprile - Gay Hamilton, attrice britannica
- 29 aprile - Ian Kershaw, storico britannico
- 29 aprile - Roberto Panisi, calciatore italiano († 1998)
- 29 aprile - Paul Shardlow, crickettista e calciatore inglese († 1968)
- 29 aprile - Julio Tamussin, lottatore italiano († 2015)
- 30 aprile - Ivar Bjare, slittinista svedese († 1995)
- 30 aprile - Frederick Chiluba, politico zambiano († 2011)
- 30 aprile - Yatma Diop, ex calciatore senegalese
- 30 aprile - Bob Livingston, politico statunitense
- 30 aprile - Natalie Steward, ex nuotatrice britannica
- 30 aprile - Bobby Vee, cantante statunitense († 2016)